# 행복한 남자 (영화)
《행복한 남자》는 2000년에 개봉된 폴란드의 영화이다.

## 등장 인물

### 주연
- 야드비가 얀코프스카-키에슬라크

### 조연
- 로만 간카르크직